# Музей епархии Лиможа
Музей епархии Лиможа (фр. musée de l’Évêché), также Епархиальный музей Лиможа — музей изобразительного и декоративно-прикладного искусства, находящийся в муниципальном ведении города Лимож (регион Лимузен, Франция). Основанный в 1912 году, с 2008 года официально именуется «Художественный музей Лиможа, дворец епископов» (сокращённо BAL).
Расположен во дворце лиможских епископов, построенном в XVIII веке и окружённом великолепным садом епископов. В 2006—2010 годах была осуществлена масштабная реконструкция музея, проведены раскопки и расширены выставочные площади.

## Здание дворца епископов

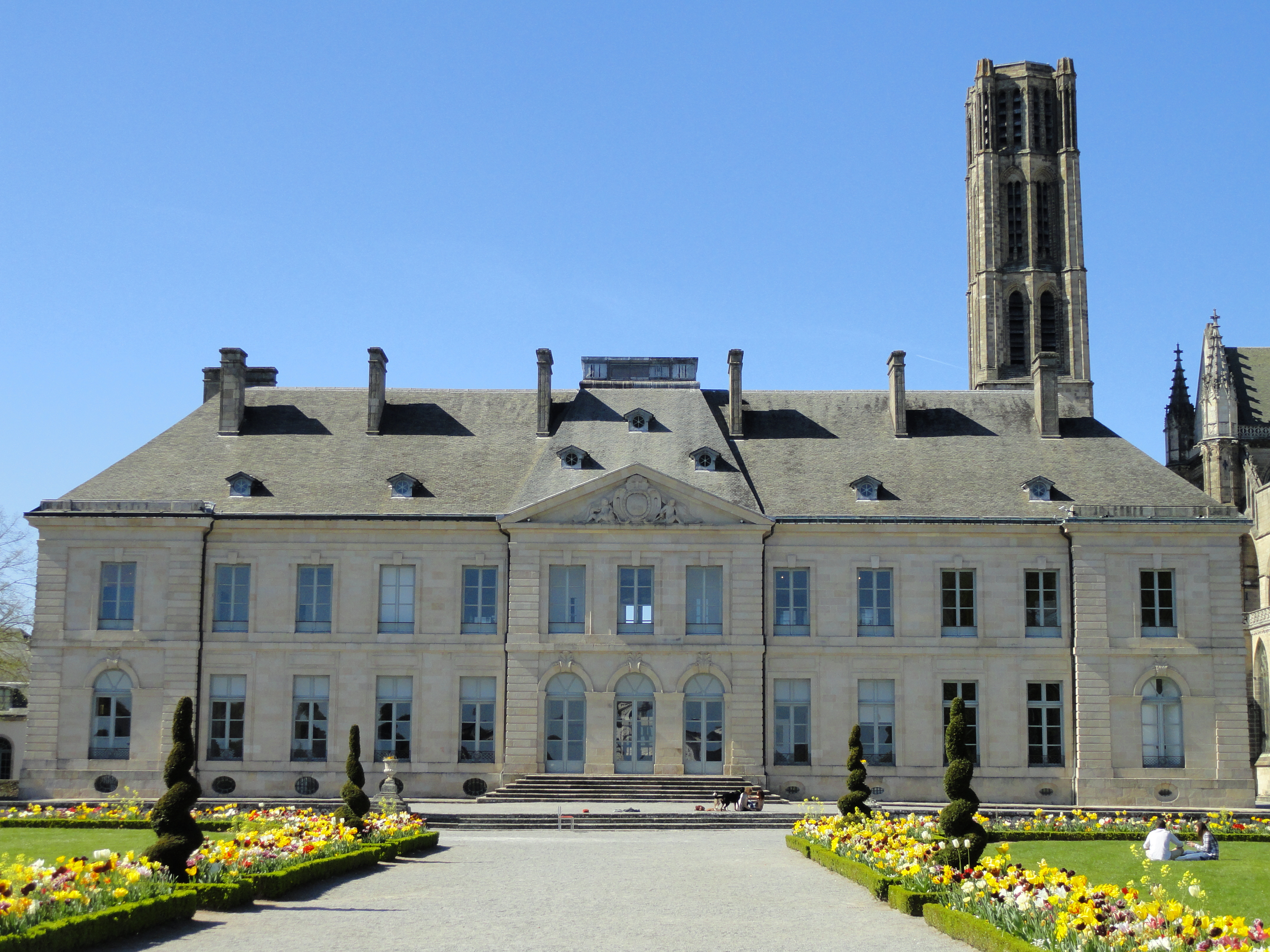
Фасад, выходящий в сад; флигель и колокольня Лиможского собора

Музей находится в историческом городском квартале Сите, прежде находившемся под управлением местных епископов, в непосредственной близости от Лиможского кафедрального собора. Располагается во Дворце лиможских епископов, предназначавшемся для действующего епископа Лиможа. Дворец построен в 1766—1774 годах архитектором Жозефом Бруссо, также являющимся автором проекта фасада лиможского лицея Гей-Люссака, и является одним из немногих сохранившихся в городе зданий в стиле классицизма. Облицованное гранитом, оно имеет П-образную форму и окружено садами епархии, спускающимся по склону к берегу Вьенны. В епископальный комплекс зданий помимо дворца также входят два флигеля для входа и въезда, оранжерея и часовня, сохранившая большую часть своего внутреннего убранства XVIII—XIX веков.

## История музея
Музей был открыт в стенах епископского дворца в 1912 году в качестве Городского музея изящных искусств. В основу его экспозиции легли экспонаты, посвящённые культуре, истории и градостроительству Лиможа, коллекции скульптур, живописи и рисунка из муниципального исторического фонда, ранее украшавшие интерьеры старого мэрии и других зданий Лиможа.
До закрытия на реконструкцию в 2006 году музей ежегодно принимал в среднем 70 тысяч посетителей; этот показатель существенно вырос после завершения работ по расширению и реконструкции музея. В ходе этой масштабной реконструкции 2006—2010 годов были построены выставочный зал для временных экспозиций, кинозал на 60 мест и подземная галерея, связывающая главное здание и входные павильоны, переустроены постоянные коллекции музея, расположенные на трёх этажах общей выставочной площадью 2000 м² — особенно увеличили свою выставочную площадь коллекции живописи, скульптуры и древнего Египта. До начала строительных работ Национальный институт археологических исследований провёл здесь весной 2004 года и зимой 2006—2007 года два этапа археологических раскопок, во время которых было найдено большое количество артефактов II—XVIII веков.
Музей вновь открыл свои двери для посетителей 4 декабря 2010 года.

## Коллекции

### Коллекция эмалей
Собрание лиможской эмали является самым крупным и значительным в мире. Кроме предметов, изготовленных во Франции, также представлены работы в технике расписной эмали китайских мастеров XVIII—XIX века и японская перегородчатая эмаль.
- Средневековая эмаль (XI—XIV века) — представлены предметы, выполненные в технике перегородчатой и выемчатой эмалей. Шедевром коллекции считается одна из ранних работ лимузенских эмальеров — перегородчатый медальон XI века, найденный при раскопках в коммуне Сен-Жанс (20 км от Лиможа). Ярким примером использования узоров в виде извилистых бороздок для заполнения свободного места на медной основе, что было широко распространено среди лиможских мастеров в конце XII века, является пластина «Посещение». В числе реликвариев, декорированных эмалью, представлены ковчежец мученика Томаса Бекета, ковчежец святой Валерии, реликварий в виде цветка с мощами святой Валерии. Среди других религиозных и светских предметов коллекции — наконечники посохов, кресты, пиксиды, кадильницы, монстранции, подсвечники, накладки, поясные пряжки и прочее. В музейном фонде также находятся предметы из сокровищниц различных церквей региона Лимузен, экспонируемые по запросам различных городов.
- Художественная (расписная) эмаль периода Возрождения. Техника, содержащая элементы рисования, была изобретена лиможскими эмальерами в конце XV века. Поначалу мастера выполняли пластины на религиозную тематику, отдельные экземпляры которых имели высочайшее качество («Рождественский триптих» мастера из Гран-Фрон). Примерно в 1530-х годах художники-эмальеры начали выпускать первые фасонные предметы — чаши, тарелки, кувшины, солонки, блюда, подобные блюду «Похищение Европы» работы Жана Курта (в коллекции Ива Сен-Лорана и Пьера Берже). Коллекция музея наглядно показывает, как менялась тематика изображений, к религиозным сюжетам добавлялись мифологические мотивы.
- Художественная эмаль XVII—XVIII веков. В коллекции представлены шедевры эмальеров из династий Лоден и Нуалье. Собрание этого периода — одно из самых полных в мире.
- Эмаль XIX века — работы, выполненные по технологии середины XIX века, сначала на Севрской мануфактуре, а затем и в Лиможе. В коллекции представлены «Чаша, покрытая глазурью» работы Гобера, «Блюдо с фазанами», «Воин с алебардой» работы Фернана Тесмара и другие.
- Современная эмаль. В конце XIX века в Лиможе вновь открылись многочисленные мастерские. Некоторые художники пытались возродить традиционное производство (Paul Bonnaud, Jules Sarlandie, Alexandre Marty и прочие), другие же производили оригинальные авторские работы (Léon Jouhaud, ум. 1950). В начале XX века множество авторов, по примеру мастерских Camille Fauré и Henriette Marty, обратились к стилю ар-деко. В фондах музея хранятся значимые предметы эмали, произведённые начиная с середины XX века как в Лиможе, так и за пределами Франции, и экспонировавшиеся на проходящих в Лиможе международных биеннале. Музей продолжает приобретать работы современных авторов.

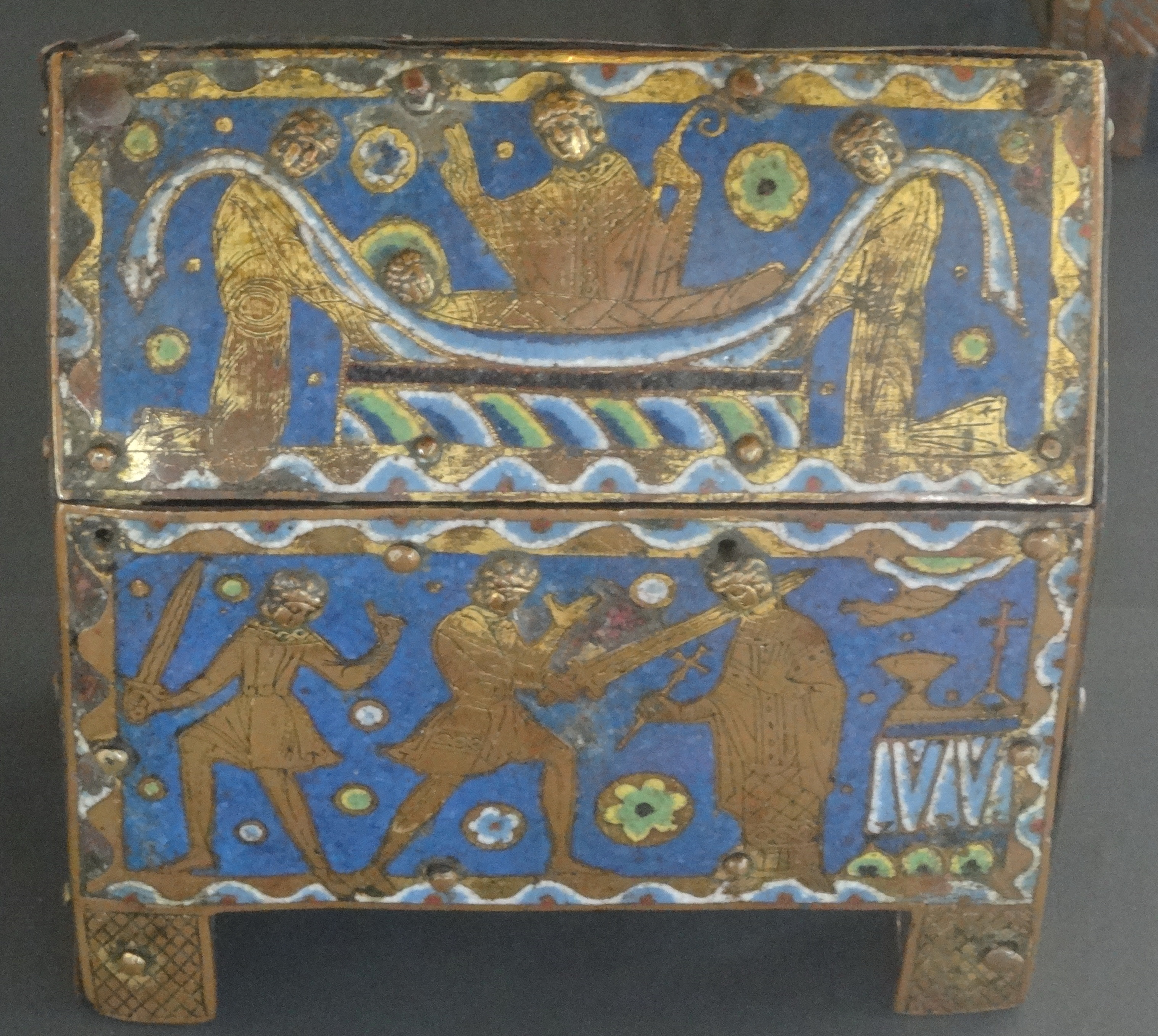
Ковчежец «Смерть Томаса Бекета», XII век, выемчатая эмаль
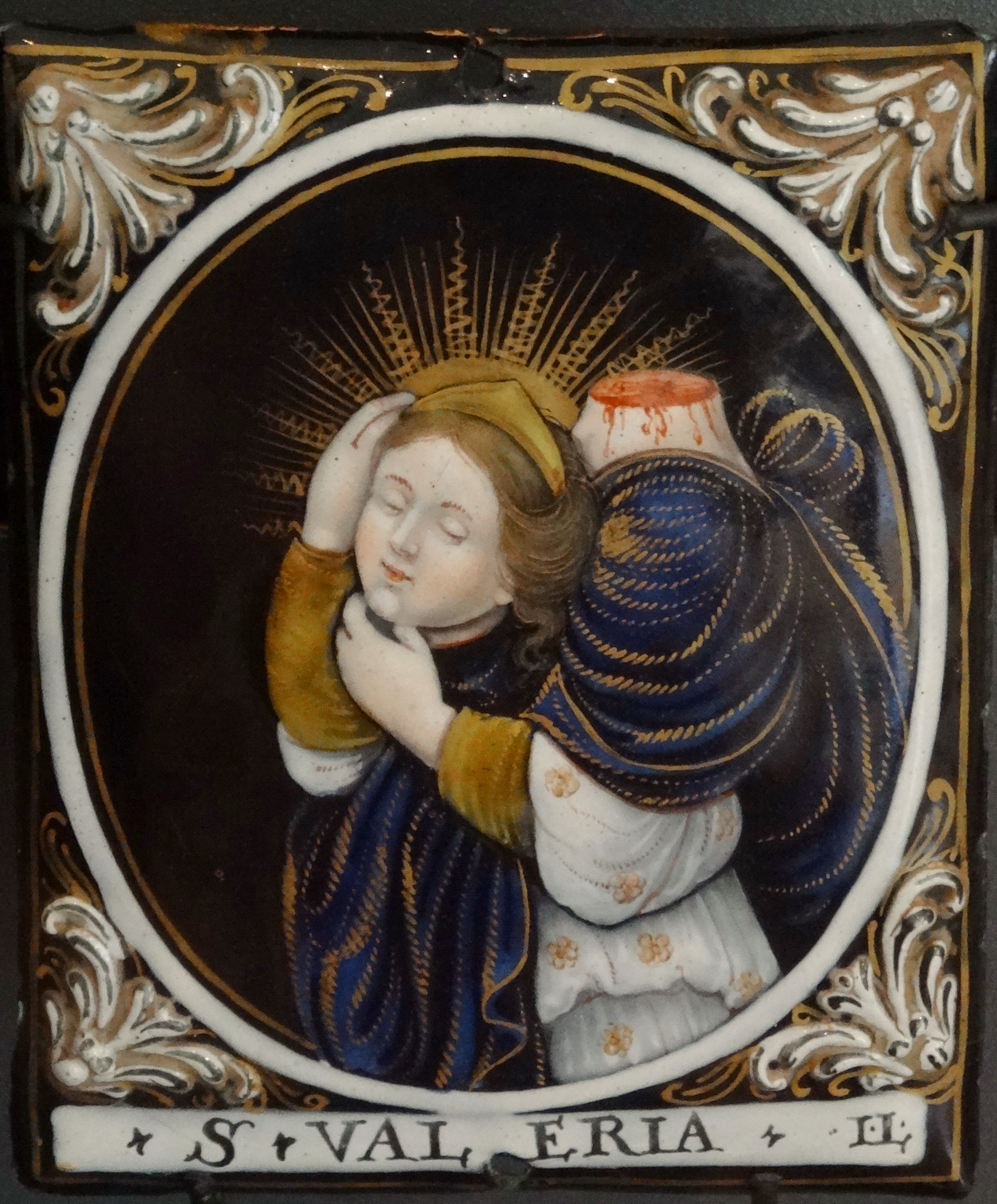
Плитка «Св. Валерия», Жак II Лоден, XVII век, художественная эмаль
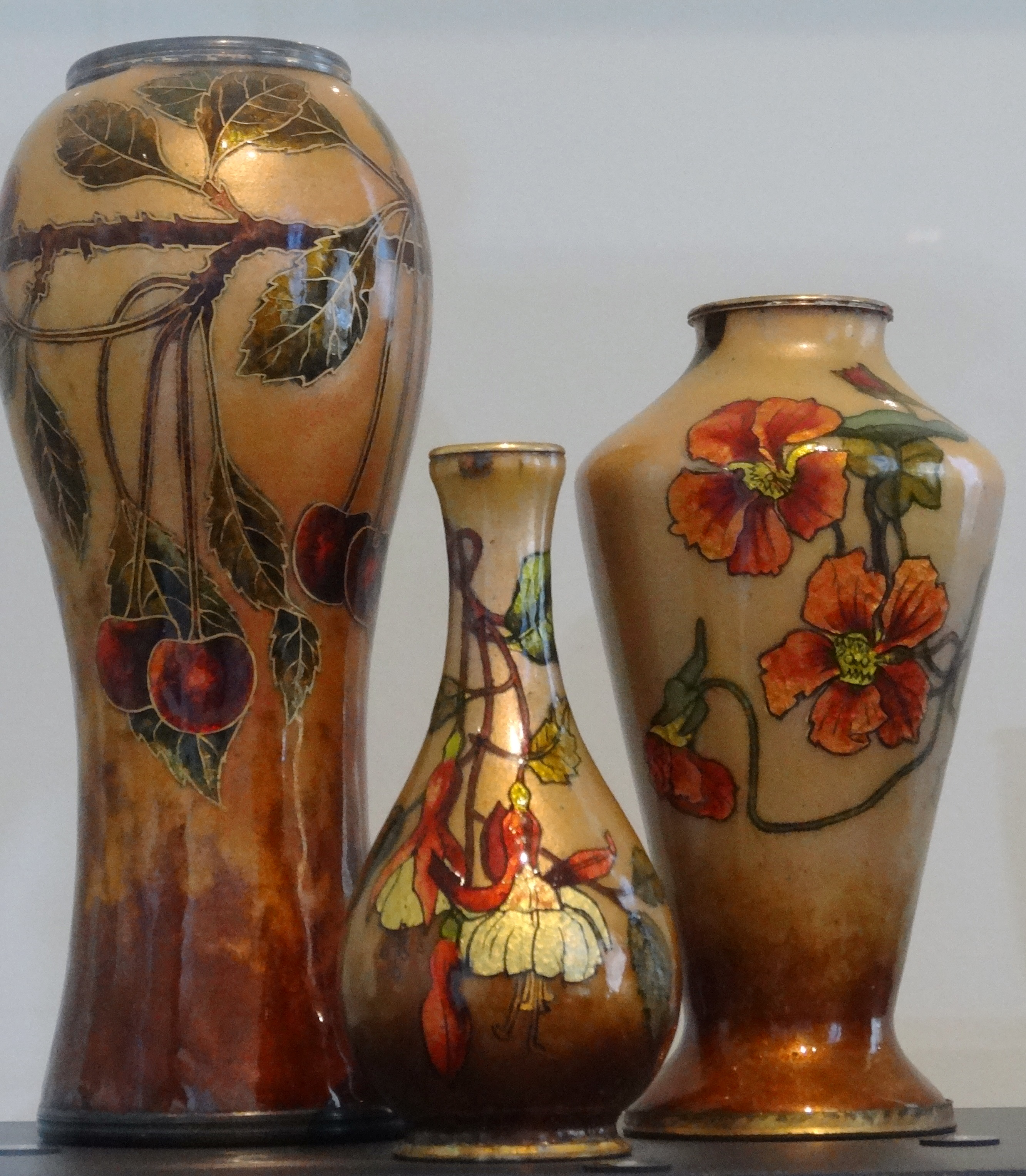
Вазы в стиле ар-нуво, Поль Бонно, нач. XX века, художественная эмаль

### Коллекция живописи и рисунка

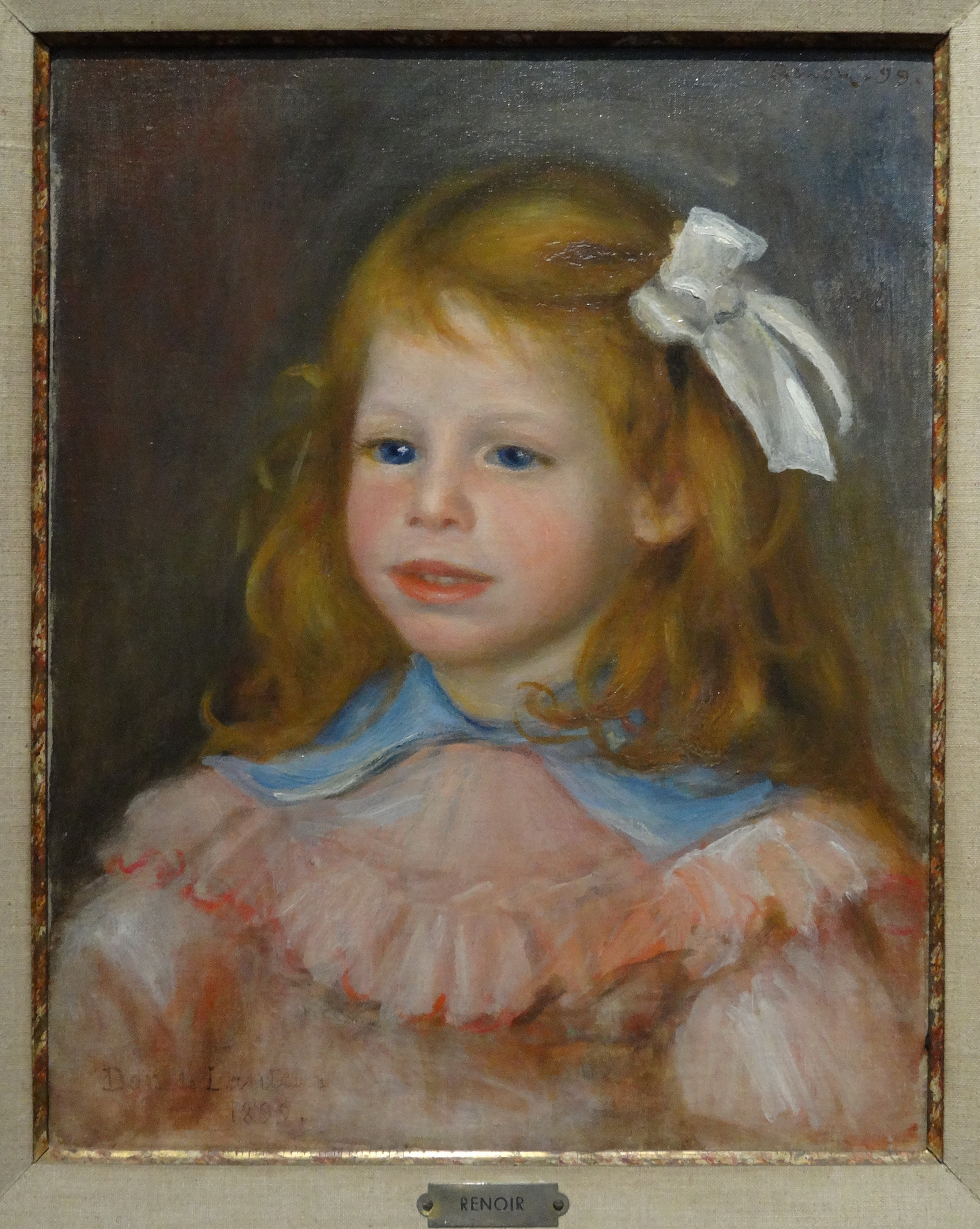
Огюст Ренуар. Портрет сына Жана

На длительном хранении в музее находятся несколько картин итальянских мастеров из частных коллекций. В постоянной экспозиции музея представлены картины на религиозную тематику (Жак Стелла, единственная известная картина королевского эмальера Леонара Лимузена «Неверие святого Томаса», другие работы мастеров французской и зарубежных школ), портреты (к примеру, Жан-Марка Натье), пейзажи (например, Юбера Робера). В музее широко представлены работы Пьера Огюста Ренуара, родившегося здесь, в Лиможе, переданные художником в дар родному городу в 1900 году («Портрет Мари Лапорт», 1864; «Портрет Жана Ренуара»; Portrait de Colona Romano, 1916). Живопись конца XIX — начала XX века представлена работами Берты Моризо, Сюзанны Валадон, Армана Гийомена, лидера крозанской школы живописи Сюзанны Лалик, Поля Рансона, Мориса Дени и других мастеров.
В собрании рисунков и эстампов представлены миниатюры и чертежи XV и XVI веков, работы Анри Матисса, Фернана Леже, нескольких местных художников, а также относящиеся к производству эмали экспонаты, к примеру, эскизы изображений.

### Коллекция скульптур
Представлены резные работы галло-романского и готического периодов, среди которых есть знаковые предметы из жизни старого Лиможа (капитель XI века из древнего аббатства святого Марциала, замковый камень ворот аббатства святой Марии XII века. В коллекции современных скульптур представлены работы Анри Лорана, Этьенна Айду, Симоны Бойсек.

### Древнеегипетская коллекция
Коллекция, насчитывающая примерно 2000 предметов, была получена в дар от промышленника, уроженца Лимузена Жан-Андре Перишона, сделавшего своё состояние в начале XX столетия на египетских сладостях. Среди наиболее важных экспонатов — погребальные модели эпохи Среднего царства. Музей продолжает пополнять коллекцию новыми приобретениями.

### Археологическая коллекция
Собрание представляет главным образом находки археологических раскопок, выполненных на месте галло-романского поселения Августоритум, на месте которого находится Лимож, а также ряд случайных находок, сделанных на территории департамента Верхняя Вьенна.
Весной 2004 года и зимой 2006—2007 года, перед началом работ по реконструкции здания, Национальный институт археологических исследований провёл на этом месте археологические раскопки, в ходе которых было найдено большое количество артефактов, датирующихся от II до XVIII столетия. Среди находок стоит упомянуть античную печь, античные термы, обогреваемые системой гипокауста, средневековые пещеры. Изыскания позволили дифференцировать 10 различных периодов занятия этого места на протяжении 16-вековой истории города. Макеты, представленные в музее, показывают этапы развития Лиможа: галло-романское поселение, эпоха Меровингов, 1000 год, XIII век с чётко определившимися границами двух городов. Макеты по состоянию на XVII век, XVIII век, XIX век и начало XX века, позволяют проследить градостроительное развитие Лиможа и его рост в последние столетия, что было обусловлено, в частности, развитием фарфоровой промышленности и подведением к городу железной дороги.